# Joseph Alioto
Joseph Lawrence Alioto (San Francisco, 12 febbraio 1916 – San Francisco, 29 gennaio 1998) è stato un politico statunitense di origini siciliane, 36º sindaco di San Francisco.